# Edelstahl
Edelstahl (nach EN 10020) ist eine allgemeine Bezeichnung für legierte oder unlegierte Stähle mit besonderem Reinheitsgrad, zum Beispiel Stähle, deren Schwefel- und Phosphorgehalt (sogenannte Eisenbegleiter) 0,025 % (Massenanteil) nicht überschreiten.
Als Legierungsbestandteile zur Erzielung besonderer Eigenschaften werden die sogenannten Stahlveredler Chrom (für Härte und Korrosionsbeständigkeit), Cobalt, Mangan (für Verschleißfestigkeit), Molybdän (für Zugfestigkeit), Niob, Vanadium (für Elastizität) und Wolfram (für Hitzebeständigkeit) eingesetzt.
Zur Herstellung von langlebigen und wartungsarmen Produkten ist in vielen technischen Bereichen die Auswahl des richtigen Edelstahl-Werkstoffs von Belang.
Im Alltag wird Edelstahl häufig mit rostfreiem Stahl gleichgesetzt. Ein Edelstahl muss jedoch nicht zwangsläufig den Anforderungen eines nichtrostenden Stahls entsprechen. 
Wetterfeste Baustähle beispielsweise bilden an der Oberfläche eine Rostschicht, die jedoch im Gegensatz zu unedleren Stählen stabil ist und auch im Außenbereich nicht zu einem nennenswerten Abtrag des Materials führt.

## Korrosionsbeständigkeit
Die Korrosionsbeständigkeit von Edelstahl wird durch den Chromanteil bestimmt, der in ausreichendem Umfang die sogenannte natürliche Passivierung verursacht.
Um eine besonders gleichmäßige Oberfläche zu erreichen, führen manche Hersteller nach der Fertigstellung von Bauteilen eine chemische Beizung und Passivierung durch.
Wenn nichtrostender Stahl mit Partikeln aus gewöhnlichem Eisen in Kontakt kommt, so bildet sich schnell Rost, der auch zur Bildung von zunächst oberflächlichem Flugrost und schließlich auch tiefergehender Korrosion (Pitting) auf dem eigentlich nichtrostenden Stahl führen kann. Viele Edelstähle sind auch empfindlich gegenüber chlorhaltigen Stoffen wie Streusalz, Salzsäure, Halogeniden, Chlorreiniger und chlorhaltiger Bleichlauge, sowie in geringerem Maß gegenüber Schwefeldioxid oder Silberputzmittel.

## Stahlgruppen (EN 10027-2)
Zu den Edelstählen zählen zum Beispiel hochreine Stähle, bei denen durch einen besonderen Herstellungsprozess Bestandteile wie Aluminium und Silizium aus der Schmelze ausgeschieden werden, oder zum Beispiel auch hochlegierte Werkzeugstähle, die für eine spätere Wärmebehandlung vorgesehen sind.
Die Stahlgruppennummern für Edelstähle nach EN 10027-2 kennen folgende Bezeichnungen:
- 10 bis 18 – unlegierte Edelstähle
- 20 bis 89 – legierte Edelstähle

### Legierte Edelstähle
Die weitaus häufigsten Legierungselemente sind:
- Chrom (Cr) für Chromstahl
- Chrom und Nickel (Ni) für Chromnickelstahl
- Molybdän (Mo) für Molybdänstahl, mit Cr Chrom-Molybdänstahl, auch mit Ni
- Titan (Ti), mit Cr und Ni für Titanstahl, mit Niob (Nb) und Aluminium (Al) zur Herstellung von hochtemperaturfestem RSH-Stahl.
- Niob (Nb)
- Wolfram (W) für hitzebeständige Stähle, meist in Verbindung mit Molybdän (Mo), Vanadium (V) und Kobalt (Co) z. B. HSS
- Vanadium (V) meist in Verbindung mit Chrom und Molybdän z. B. X 22 Cr Mo V 12 1 (Turbinenschaufelstahl)[8]
- Kobalt (Co) zur Herstellung von hochfestem Kobaltstahl[9] mit Härten > 60 HRC.

Daneben gibt es etliche Spezialstähle mit weiteren Komponenten.
Beispiel: X5CrNi18-10, Werkstoff-Nr. 1.4301. Die Zahl 43 steht laut Norm für „nichtrostend“, mit > 2,5 % Ni, ohne Mo, Nb und Ti. Entgegen der alten deutschen DIN-Schreibweise erfolgt diese Stahlbezeichnung nach EN ohne Leerstellen.
Als hochlegiert gilt ein Stahl dann, wenn der Massenanteil eines seiner Legierungselemente mehr als 5 % beträgt.
Für die Verarbeitung hochlegierter Stähle sind besondere Vorsichtsmaßnahmen erforderlich, da sowohl eingeatmete Schleifstäube als auch der Schweißrauch Krebs erregen können. Der beim Schleifverfahren entstehende Staub kann die Atmungsorgane reizen.

### V2A und V4A
Die Bezeichnungen V2A und V4A wurden Anfang des 20. Jahrhunderts in Deutschland für die ersten korrosionsbeständigen Stahlsorten mit brauchbaren technischen Eigenschaften gewählt. V stand für Versuch(sschmelze) und A für Austenit der Friedrich Krupp AG.
Die Bezeichnungen sind nicht eindeutig. Im Metallbau und Blechhandel sind mit V2A meist die CrNi-Stähle 1.4301, 1.4541 und 1.4307 gemeint, während V4A für die CrNiMo-Stähle 1.4401, 1.4571 und 1.4404 steht.
Die DIN EN ISO 3506-1 definiert die Kennzeichnung von CrNiMo-Stählen für Verbindungselemente und zählt 1.4401 zur Gruppe A4, 1.4404 zur Gruppe A4L und 1.4571 zur Gruppe A5.

## Korrosionswiderstandsklassen im Bauwesen
Die allgemeine bauaufsichtliche Zulassung ABZ Z-30.3-6 legt fünf Korrosionswiderstandsklassen (KWK) für tragende Anwendungen im Bauwesen fest und ordnet diese mechanischen Eigenschaften sowie Stahlgruppen bzw. Festigkeitsklassen der Verbindungsmittel nach DIN EN ISO 3506 zu.
Ausschlaggebend für die Klassifizierung ist insbesondere die Widerstandsfähigkeit gegenüber
- Feuchtigkeit und sonstigen Witterungseinflüssen,
- Alkalien wie Mörtel und Beton,
- Säuren, die beispielsweise in manchen Holzsorten vorkommen,
- dem Chloridgehalt von Umgebungsluft oder Spritzwasser sowie
- Luftschadstoffen wie Schwefeldioxid.

## Einige Edelstähle nach Werkstoffnummer und Verwendungszweck
Anmerkung: Teilweise werden im Folgenden auch amerikanische AISI Werkstoffbezeichnungen angegeben, die international noch gebräuchlich sind. Die Toleranzen der AISI-Werkstoffbezeichnungen sind i. d. R. größer, sodass z. B. ein 1.4435 immer ein 316L ist, ein 316L aber u. a. auch ein 1.4404 sein kann.

### WNr. 1.4003 (X2CrNi12)
Ein ferritischer, korrosionsträger Stahl mit 10,5–12,5 % Chrom und einem Nickel-Zusatz. Er ist weit beständiger als allgemeine Baustähle, aber kostengünstiger als die höher legierten rost- und säurebeständigen Stähle. WNr. 1.4003 zeichnet sich durch eine Kombination guter Korrosionsbeständigkeit und Abriebfestigkeit mit hohen statischen und dynamischen Festigkeitswerten, guter Schweißbarkeit und problemloser Verformbarkeit aus. Schweißen nach allen bekannten Verfahren ist ohne Schwierigkeiten möglich. Die Eigenschaften des Stahls werden durch Gefügeänderungen in der Wärmeeinflusszone nur unwesentlich beeinträchtigt. Seine Anwendung findet WNr. 1.4003 am besten dort, wo bisher unlegierte oder niedrig legierte Stähle zur Erreichung besserer Korrosionseigenschaften durch Streichen oder Beschichten oberflächenbehandelt werden mussten, wo aber die Verwendung eines rostbeständigen Edelstahls aus Preisgründen ausschied.
Verwendung: Schienenfahrzeugbau – Personen- und Güterwaggons etc.; Nutzfahrzeugbau – LKW-Aufbauten, Fördertechnik – Bandförderanlagen, Kippmulden etc.; Maschinen- und Apparatebau – Wassertechnik, Klimabereich, Zuckerindustrie, Agrartechnik – Silos, Stalleinrichtungen, Weinbaupfähle etc.; sonstiges – Profile, Konstruktionsbereich, Kabelschächte etc.

### WNr. 1.4006 (X12Cr13), AISI 410
Ein martensitischer Chromstahl mit einem Chromgehalt von 11,5 bis 13,5 %. Er verbindet gute mechanische Eigenschaften mit guter Korrosionsbeständigkeit in gemäßigt aggressiven, chloridfreien Medien. Der Werkstoff ist gegen Wasserstoff und Schwefelwasserstoff beständig. Zum Erreichen optimaler Korrosionsbeständigkeit ist eine geglättete (industriepolierte) und rückstandsfreie Oberfläche erforderlich. Gute Beständigkeit in oxidierender Atmosphäre bis zu 600 °C ist gegeben. Der Werkstoff ist sowohl geglüht als auch vergütet lieferbar. Die Korrosionsbeständigkeit ist im vergüteten Zustand höher als im geglühten Zustand. Der Stahl ist gut schweißbar mit Lichtbogenhand- und WIG-Schweißverfahren. Widerstandsschweißen ist dagegen nur bedingt möglich. Vorwärmung ist erforderlich. Die spanabhebende Bearbeitung unterscheidet sich praktisch nicht von der unlegierter Kohlenstoffstähle gleicher Festigkeitsstufe.
Verwendung: Maschinenbau, Anlagenbau, Apparatebau, Pumpen, Wasserbau, Kücheneinrichtungen

### WNr. 1.4016 (X6Cr17), AISI 430
Ein ferritischer, 17-prozentiger Chromstahl mit guter Korrosionsbeständigkeit, dessen Anteil an der Produktion von nichtrostenden Stählen bei ca. 16–18 % liegt.
Die Polierfähigkeit ist sehr gut, ebenso die Tiefziehfähigkeit und die Biegefähigkeit. Ein Streckziehen ist nur im begrenzten Umfang möglich. Beim Umformen ist zu beachten, dass der Stahl bei Temperaturen unter 20 Grad Celsius zur Versprödung neigt. Die Kaltumformbarkeit wird verbessert, wenn man Werkstoff und Werkzeug auf 100 bis 300 Grad Celsius erwärmt, was besonders bei Blechstärken über 3 mm zu empfehlen ist. Scharfe Abkantungen parallel zur Walzrichtung sind zu vermeiden. Ein Schweißen ist mit elektrischen Verfahren möglich, im Schweißbereich tritt jedoch eine Versprödung und eine Verminderung der Korrosionsbeständigkeit ein. Die Zerspanbarkeit ist mit der legierter Einsatzstähle vergleichbar. Wie bei allen weichen Qualitäten muss mit der Bildung von Aufbauschneiden und einem behinderten Spanabfluss gerechnet werden.
Verwendung: Der hohe Chromgehalt verleiht dem Stahl eine gute Beständigkeit gegen Wasser, Wasserdampf, Luftfeuchtigkeit sowie schwache Säuren und Laugen. Die Anwendungsmöglichkeiten sind sehr vielfältig, z. B. für Haushalts- und Küchengeräte, im Gastgewerbe, bei der Nahrungsmittel- und Getränkeproduktion, in der Möbelindustrie, Innenarchitektur, Medizintechnik und in bestimmten Zweigen der chemischen Industrie, bei Sanitär-, Heizungs- und Klimaanlagen und in vielen anderen Bereichen.

### WNr. 1.4021 (X20Cr13), AISI 420
Ein chromlegierter, nichtrostender Vergütungsstahl mit einem mittleren Kohlenstoffgehalt. Er wird stets im vergüteten Zustand verwendet. Eine gute Korrosionsbeständigkeit ist nur dann gewährleistet, wenn die Oberfläche fein geschliffen ist. Die Polierfähigkeit ist sehr gut. Ein Schweißen ist nur unter Anwendung bestimmter Vorsichtsmaßnahmen möglich und ist im Allgemeinen nicht zu empfehlen. Die Zerspanbarkeit ist mit legierten Vergütungsstählen vergleichbar und bereitet keine sonderlichen Schwierigkeiten.
Verwendung: Der Stahl kann überall dort eingesetzt werden, wo Bauteile, Geräte und Instrumente, die eine mittlere Festigkeit aufweisen sollen, einer Einwirkung von Wasser, Wasserdampf oder Luftfeuchtigkeit ausgesetzt sind. Er findet eine weite Verbreitung im Maschinenbau, Turbinenbau, Pumpenbau, für Armaturen, Messer, Haushaltsgeräte, Sportartikel, medizinische und chirurgische Instrumente etc.

### WNr. 1.4104 (X14CrMoS17, früher X12CrMoS17), AISI 430F
Ein vergütbarer, rostsicherer Automatenstahl mit 17 % Chrom und Molybdänzusatz, der zur Verbesserung der Zerspanbarkeit mit Schwefel legiert ist. Durch den höheren Schwefelgehalt werden die Korrosionsbeständigkeit und die Zähigkeit herabgesetzt. Für Kaltumformung ist diese Qualität nicht geeignet, ebenfalls nicht für Verbindungsschweißungen.
Verwendung: Für Drehteile bei Automatenarbeiten, wenn keine großen Anforderungen an die Korrosionsbeständigkeit gestellt werden.

### WNr. 1.4301 (X5CrNi18-10), AISI 304, (V2A), SUS304
1.4301 ist die erste kommerzielle nichtrostende Stahlsorte und mit einem Produktionsanteil von 33 % die am häufigsten eingesetzte. Es ist ein austenitischer, säurebeständiger 18/10 Cr-Ni-Stahl, der wegen seines niedrigen Kohlenstoffgehalts nach dem Schweißen bei Blechstärken bis 5 mm auch ohne nachträgliche Wärmebehandlung interkristallin beständig ist. Er ist für eine Temperaturbeanspruchung bis 600 °C zugelassen. Bei höheren Arbeitstemperaturen sollte der titanstabilisierte Stahl nach WNr. 1.4541 verwendet werden. Die elektrische Leitfähigkeit ist 1,4 · 106 A/(V · m). Der Stahl ist einer der wenigen Werkstoffe, die für Tiefsttemperaturanwendungen bis nahe zum absoluten Nullpunkt geeignet sind. Die Schweißbarkeit ist nach allen elektrischen Verfahren gut, ein Gasschmelzschweißen sollte nicht angewendet werden. Der Stahl hat eine sehr gute Polierfähigkeit und eine besonders gute Verformbarkeit durch Tiefziehen, Abkanten, Rollformen etc. Bei der Zerspanung muss wegen der Neigung zur Kaltverfestigung mit Werkzeugen aus hochlegiertem Schnellarbeitsstahl oder Hartmetall gearbeitet werden. Der Stahl ist gegenüber Chloridionen nicht beständig.
Verwendung: Der Stahl ist gegen Wasser, Wasserdampf, Luftfeuchtigkeit, Speisesäuren sowie schwache organische und anorganische Säuren beständig und hat sehr vielfältige Verwendungsmöglichkeiten beispielsweise in der Nahrungsmittelindustrie, im Maschinenbau, bei der Getränkeproduktion, in der Pharma- und Kosmetikindustrie, im chemischen Apparatebau, in der Architektur, im Fahrzeugbau, für Haushaltsgegenstände, -besteck und -geräte, für chirurgische Instrumente, im Schrank- und Küchenbau, bei Sanitäranlagen, für Schmuckwaren und Kunstgegenstände. Die Korrosionsbeständigkeit wird durch das Elektropolieren wesentlich erhöht. Dies wird insbesondere in der Pharma-, Lebensmittel-, Medizin- und Fassadentechnik gefordert. Ungeeignet ist dieser Cr-Ni-Stahl für Anwendungen in Schwimmbädern und in Seewasser (siehe auch Spannungsrisskorrosion).

### WNr. 1.4305 (X8CrNiS18-9, früher X10CrNiS18 9), AISI 303
Ein austenitischer 18/10 Cr-Ni-Stahl, der zur Verbesserung der Zerspanbarkeit mit Schwefel legiert ist, so dass eine Bearbeitung auf Automaten möglich ist (Automatenstahl). Durch den höheren Schwefelgehalt wird die Korrosionsbeständigkeit herabgesetzt. Sie ist besser als beim Werkstoff 1.4104 und entspricht etwa der von Werkstoff 1.4016. Für Kaltumformung ist diese Qualität nicht geeignet, ebenfalls nicht für Verbindungsschweißungen. Durch den Schwefelanteil werden beim Elektropolieren abgedrehte Flächen aufgeraut.
Verwendung: Für Drehteile bei Automatenarbeiten, wenn eine bessere Korrosionsbeständigkeit als bei Werkstoff 1.4104 gewünscht wird.

### WNr. 1.4306 (X2CrNi19-11), AISI 304L
Ein austenitischer, säurebeständiger Cr-Ni-Stahl mit extrem niedrigem Kohlenstoffgehalt, wodurch eine erhöhte Beständigkeit gegen interkristalline Korrosion gegeben ist. Auch Bleche über 6 mm müssen nicht nachbehandelt werden, selbst wenn sie unter weniger günstigen Verhältnissen geschweißt wurden. Die Schweißbarkeit ist nach allen elektrischen Verfahren gut, ein Gasschmelzschweißen sollte jedoch nicht angewandt werden. Der Stahl ist sehr gut polierfähig. Als Anhaltswert für die höchste Anwendungstemperatur werden 500 Grad Celsius angegeben. Wegen des extrem niedrigen Kohlenstoffgehaltes liegen die Härte, die Festigkeit und die Streckgrenze im abgeschreckten Zustand besonders niedrig, niedriger als bei allen anderen austenitischen Cr-Ni-Stählen. Dadurch ergibt sich eine besonders gute Kaltumformbarkeit. Wegen der Neigung zur Kaltverfestigung muss bei der Zerspanung stets mit scharf geschliffenen Werkzeugen aus hochlegiertem Schnellarbeitsstahl (HSS) oder Hartmetall (Sintermetallwerkstoff) gearbeitet werden.
Verwendung: Die chemische Beständigkeit ist vergleichbar mit der von 1.4301, so dass auch gleichartige Anwendungsmöglichkeiten bestehen. Die Kaltumformbarkeit ist jedoch noch besser.

### WNr. 1.4307 (X2CrNi18-9), AISI 304L, (V2A)
Ein austenitischer, säurebeständiger Cr-Ni-Stahl mit ähnlichen Eigenschaften wie 1.4306, jedoch mit einer niedrigeren Korrosionsbeständigkeit und einem niedrigeren Ni-Gehalt. Minimale Zugfestigkeit: 520 N/mm². Er macht 20 % der Produktion von nichtrostenden Stählen aus.
Verwendung: Die chemische Beständigkeit ist vergleichbar mit der von 1.4301, so dass auch gleichartige Anwendungsmöglichkeiten bestehen. Die Kosten für 1.4307 sind bei gleicher Korrosionsbeständigkeit geringer als für 1.4301.

### WNr. 1.4310 (X10CrNi18-8, früher X12 CrNi17 7), AISI 301
Der Chrom-Nickel-legierte X10CrNi18-8 nach EN 10088-1 wird häufig für korrosionsbeständige Teile eingesetzt. Die Festigkeit für Normteile wie Tellerfedern wird beim X10CrNi18-8 durch Kaltwalzen erzielt. Die maximale Materialdicke für Tellerfedern ist daher auf 2,0 mm begrenzt. Die Kaltverfestigung führt zu einer mehr oder weniger ausgeprägten Magnetisierbarkeit. Verwendungsgebiete: Lebensmittelindustrie und chemische Industrie, sowie als Federstahl in allen Branchen (E-Modul bei 20 °C ca. 190.000 N/mm², flexibel von −150 °C bis 210 °C).

### WNr. 1.4313 (X3CrNiMo13-4)
Der Werkstoff 1.4313 ist ein martensitischer Chrom-Nickel-Stahl mit guten mechanischen Eigenschaften, insbesondere im Hochdruckbereich. Dadurch ist dieser Werkstoff geeignet für den Einsatz im Turbinen- und Kraftwerksbau.

### WNr. 1.4316 (X1CrNi19-9)
Zusatzstoff zum Schweißen mit besonders niedrigem Kohlenstoffgehalt.

### WNr. 1.4401 (X5CrNiMo17-12-2), AISI 316, (V4A)
Austenitischer rostfreier Stahl mit ausgezeichneter Korrosionsbeständigkeit.
Anwendung: Laut DVGW-Arbeitsblatt W541 (Grundlage für die Anforderungen an Rohre aus nichtrostenden Stählen für die Trinkwasser-Hausinstallation) wird der Stahlwerkstoff 1.4401 (neben 1.4404, 1.4521 und 1.4571) am häufigsten eingesetzt.
Es handelt sich hier um einen Chrom-Nickel-Stahl mit Molybdänzusatz. Dieser Stahl ist gut kalt umformbar (biegen, stanzen, tiefziehen), allerdings nicht leicht zerspanbar. Wegen seiner starken Verfestigung bedarf es entsprechender Werkzeuge. Eine starke Verformung kann den Stahl etwas magnetisieren. Wird der Stahl bei Temperaturen zwischen 500 °C und 900 °C gehalten, können sich Chromkarbide in den Korngrenzen ausscheiden, was die Beständigkeit gegenüber interkristalliner Korrosion katastrophal verschlechtern kann. Ein Lösungsglühen ist dann nötig, um die Karbide aufzulösen, gefolgt von einem raschen Abschrecken, um jegliche neue Ausscheidung zu verhindern. Ein Abschrecken nach einer thermischen Behandlung wird in jedem Fall empfohlen. Dieser Stahl ist mit allen gängigen Methoden leicht schweißbar, mit Ausnahme der Sauerstoff-Acetylen-Flamme. Nach dem Schweißen sollte ein Lösungsglühen mit anschließendem Abschrecken erfolgen, um das Risiko einer interkristallinen Korrosion auszuschließen.

### WNr. 1.4404 (X2CrNiMo17-12-2), AISI 316L, (V4A, A4L)
Austenitischer, rostfreier Stahl. Aufgrund des niedrigeren Kohlenstoffgehalts leichter spanend zu bearbeiten als der ansonsten gleichwertige Edelstahl 1.4401 bzw. AISI 316.
Verwendung: Mechanische Komponenten mit erhöhten Anforderungen an die Korrosionsbeständigkeit, besonders in chloridhaltigen Medien und für Wasserstoff. Anwendung findet AISI 316L in den verschiedensten Bereichen, in der pharmazeutischen Industrie (Herstellung von RDTs = Reinigungs-Desinfektions- und Trocknungsautomaten), in der Medizin- und Zahntechnik, in der Luftfahrt sowie im Schwimmbadbau, als Ringerder in der Bautechnik und zur Fertigung von Pressfittingen für Gas- und Wasserinstallationen.

### WNr. 1.4429 (X2CrNiMoN17-13-3), AISI 316LN
Austenitischer, rostfreier Stahl mit ausgezeichneter Korrosionsbeständigkeit. Der Stickstoffzusatz in der Legierung stellt den wesentlichen Unterschied zu Wnr. 1.4404 dar. Besitzt eine sehr geringe magnetische Permeabilität ({\displaystyle \mu _{r}<1.1}). Weitere Bezeichnungen: 1.4429-ESU, 316LN-ESR, 316LNS.
Verwendung: Mechanische Komponenten mit höchsten Anforderungen an Korrosionsbeständigkeit und geringer Magnetisierbarkeit. Häufige Verwendung in der Vakuumtechnologie.

### WNr. 1.4430 (X2CrNiMo19-12-3), AISI 316LSi
Austenitischer, rostfreier Stahl mit niedrigem Kohlenstoffgehalt.
Verwendung: Zusatzstoff zum Schweißen artähnlicher CrNi- und CrNiMo-Stähle.

### WNr. 1.4435 (X2CrNiMo18-14-3), AISI 316L
Dieser Werkstoff ist von der Zusammensetzung her dem 1.4404 sehr ähnlich und unterscheidet sich im Wesentlichen durch einen erhöhten Molybdän- und Nickelgehalt. Durch die erhöhte Zugabe von Austenitbildnern wie Nickel wird die Bildung von δ-Ferrit im Gefüge verringert beziehungsweise völlig unterbunden. Dies hat den Vorteil, dass dieser Stahl nicht magnetisierbar ist. Durch den höheren Molybdängehalt ist die Beständigkeit gegen Lochfraß größer als bei 1.4404.

### WNr. 1.4440 (X2CrNiMo19-12), AISI 316L
Dieser Werkstoff wird beim Schweißen kaltzäher Stähle (1.4016, 1.4301) als Zusatzwerkstoff verwandt. Der Molybdängehalt muss unter 2,5 % liegen, damit er seine Aufgabe zum Schweißen von 1.4016 erfüllen kann.

### WNr. 1.4452 (X13CrMnMoN18-14-3), P2000
Rost- und säurebeständiger Stahl: Medizinische Geräte und Instrumente, Federdraht, Uhrenarmbänder.
Lösungsglühen: 1050 bis 1100 °C (Wasser).

### WNr. 1.4462 (X2CrNiMoN22-5-3), AISI 318LN
Dieser Werkstoff wird in die Klasse der Duplexstähle eingeordnet, da er aus einem Gemisch aus austenitischen und ferritischen Kristallkörnern besteht. Das optimale Gefüge wird durch eine Wärmebehandlung (Lösungsglühen) bei einem Austenit/Ferrit-Verhältnis von etwa 50:50 erreicht. Dieser Stahl zeichnet sich vor allem durch seine hohe Korrosionsbeständigkeit, insbesondere gegen Loch- und Spannungsrisskorrosion aus. Seine Streckgrenze liegt bei ca. 450–550 N/mm² und somit deutlich höher als die der üblichen nichtrostenden austenitischen Stähle wie 1.4301 oder 1.4404. Der Werkstoff 1.4462 wird aufgrund seiner Eigenschaften hauptsächlich in der Bauindustrie, der chemischen Industrie, der Erdölindustrie sowie im Maschinenbau und im Schiffsbau eingesetzt.

### WNr. 1.4510 (X3CrTi17)
Nach EN 10312 empfohlen für geschweißte Wasserrohre.

### WNr. 1.4511 (X3CrNb17)
Nach EN 10312 empfohlen für geschweißte Wasserrohre.

### WNr. 1.4521 (X2CrMoTi18 2), AISI 444
Dieser ferritische Werkstoff wurde aufgrund des steigenden Nickel-Preises seit der Jahrtausendwende als Ersatz für die austenitischen Stähle 1.4401 und 1.4404 zur Herstellung von Rohren in der Gas- und Wasserinstallation sowie als Abgasleitungen, von Heisswasserspeichern und Kühlgeräten eingesetzt.
Nach EN 10312 empfohlen für geschweißte Wasserrohre.

### WNr. 1.4541 (X6CrNiTi18-10), AISI 321, (V2A)
Dieser Werkstoff besitzt eine hervorragende Beständigkeit gegenüber einer Vielzahl aggressiver Medien einschließlich heißer Erdölprodukte, Dampf und Verbrennungsgase. Im Dauerbetrieb an Luft gute Oxidationsbeständigkeit bis ca. 900 °C, bei Temperaturwechsel bis ca. 800 °C. Bei Betrieb in Kohlendioxid beständig bis 650 °C.
Nach allen bekannten Schweißverfahren gut schweißbar. Er ist mit Titan als Carbidbildner legiert und deshalb kornzerfallsbeständig gemäß EN ISO 3651, so dass unabhängig vom Querschnitt eine thermische Nachbehandlung nach dem Schweißen nicht erforderlich ist. Der Werkstoff zeichnet sich durch gute Duktilität aus. Für spanabhebende Bearbeitung sind nur gut geschliffene Werkzeuge zu verwenden, da andernfalls eine starke Oberflächenverfestigung stattfindet, die eine weitere Bearbeitung erschwert.
Verwendung: Kernkraft (auch in flüssigem Natrium), Instrumentierung im Reaktorbau, chem. Apparatebau (sehr gute Korrosionsbeständigkeit), z. B. Herstellung von Essig- und Salpetersäure, Wärmeübertrager, Glühöfen, Papier- und Textilindustrie, Erdölverarbeitung und Petrochemie, Fett- und Seifenindustrie, Nahrungsmittelgewerbe, Essbestecke, Molkerei- und Gärungsbetriebe.

### WNr. 1.4562 (X1NiCrMoCu32-28-7)
Bei diesem Werkstoff handelt es sich um eine Eisen-Nickel-Chrom-Molybdän-Legierung mit Stickstoffzusatz, die auch unter dem Namen Alloy 31 bekannt ist (UNS-Nummer N08031). Der von VDM Metals (ehemals ThyssenKrupp VDM) entwickelte Werkstoff schließt die Lücke zwischen hochlegierten austenitischen Sonderedelstählen und klassischen Nickellegierungen.
Der Werkstoff zeichnet sich aus durch eine hervorragende Korrosionsbeständigkeit in basischen und auch sauren halogenidhaltigen Medien, eine ausgezeichnete Beständigkeit gegenüber Schwefelsäure (auch in hochkonzentrierter Form), eine ausgezeichnete Beständigkeit gegen Korrosion und Erosion in phosphorsauren Medien, eine hervorragende Beständigkeit gegen allgemeine und lokale Korrosion in Chlordioxid-Bleichanlagen in der Papierherstellung, eine ausgezeichnete Beständigkeit in reduzierenden und oxidierenden Medien sowie in siedender 67%iger Salpetersäure.
Verwendung: Die Legierung wird in der Chemie und Petrochemie, in Erzaufschlussanlagen, in der Umwelt- und Meerestechnik sowie bei der Öl- und Gasgewinnung eingesetzt.

### WNr. 1.4571 (X6CrNiMoTi17-12-2), AISI 316Ti, (V4A, A5)
Nach allen bekannten Schweißverfahren gut schweißbar. Eine Wärmebehandlung nach dem Schweißen ist im Allgemeinen nicht erforderlich. In Sonderfällen, wenn der Abbau von Schweißspannungen aus korrosionschemischen Gründen zweckmäßig erscheint, sollte eine Wärmebehandlung erfolgen (z. B. ½ Stunde bei 900 °C). Gute Duktilität. Wie bei 1.4541 sollte für spanabhebende Bearbeitung nur gut geschliffenes Werkzeug verwendet werden. Die Stähle sind polierfähig. Durch den Einschluss von sehr harten Titancarbiden können beim mechanischen Schleifen jedoch Riefen durch Aus- und Mitreißen der Titancarbidkörner in der Oberfläche erzeugt werden. Diese werden jedoch auf Grund des Zusetzens mit Schleifstaub erst nach dem Elektropolieren sichtbar. Diese Oberflächenstruktur ist in vielen Fällen für den Einsatz im pharmazeutischen Anlagenbau ungeeignet.
Aufgrund der Fortschritte bei der Herstellung von rostfreien Edelstählen haben Varianten mit niedrigem Kohlenstoffgehalt (1.4404) die titanstabilisierten Güten ersetzt. Der Einsatz von 1.4571 gegenüber 1.4404 ist nur gerechtfertigt, wenn Festigkeiten bei hohen Temperaturen gefordert werden.
Verwendung: Die erhöhte Beständigkeit gegen Korrosion und Lochfraß prädestiniert diese Stähle für den Einsatz vor allem auf dem weiten Gebiet des chem. Apparatebaus. Weitere Anwendungsgebiete: Kernkraft, Vakuumtechnik, Instrumentierung im Reaktorbau, U-Boot-Bau, Ofenbau, Zellstoff-, Textil-, Farben-, Fettsäure-, fotochemische und pharmazeutische Industrie, als Ringerder in der Bautechnik. Dieses Material wird auch vermehrt in der Abgastechnik und Abwasseraufbereitung verwendet.

### WNr. 1.4581 (GX5CrNiMoNb19-11-2)
Rost- und säurebeständiger austenitischer Stahlguss, wird häufig als Feinguss ausgeführt. Durch eine Wärmebehandlung in Form von Lösungsglühen und nachfolgendem Abschrecken werden die Werkstoffeigenschaften endgültig eingestellt. Er ist beständig gegen Mineralsäuren, Zugfestigkeit 440 N/mm², Streckgrenze Rp 0,2 185 N/mm², Bruchdehnung A5 25 %, Kerbschlagarbeit AV (ISO-V) 40 J, Härte HB 130–200. Der Niob-Anteil (Nb) beträgt das achtfache des Kohlenstoffanteils (C ≤ 0,07 %).
Durch die direkte Ähnlichkeit zu 1.4571 findet dieser Gussstahl seinen Einsatz in gleichen Gebieten wie beispielsweise als Pumpengehäuse mit Produktkontakt.

### WNr. 1.4841 (X15CrNiSi25-21, früher X15 CrNiSi25 20)
Hervorragende Korrosionsbeständigkeit. Bei Betrieb in kohlendioxidhaltiger Atmosphäre bis 900 °C einsetzbar. Widerstandsfähig gegenüber rauchender Salpetersäure bei 20 °C und geschmolzenen Nitraten bis zu 420 °C, im Dauerbetrieb an Luft bis ca. 1150 °C, bei Temperaturwechsel bis ca. 1000 °C einsetzbar. Die Verwendung des Werkstoffes im Bereich von 550 bis 850 °C kann für den Dauerbetrieb nicht empfohlen werden, da er zur σ-Phasenausscheidung neigt und deshalb nach Abkühlung auf RT spröde wird.
Der Stahl ist geeignet für das Schmelzschweißen nach den verschiedenen Lichtbogenverfahren. Eine Vorwärmung sowie eine Wärmebehandlung nach dem Schweißen sind nicht erforderlich. Einwandfrei warm und kalt verarbeitbar. Nach Warm- und Kaltverformung wird eine Wärmebehandlung empfohlen (1050 bis 1100 °C, Wasser- oder Luftabkühlung). Die spanabhebende Bearbeitung ist bei Verwendung hochwertiger Werkzeuge und richtiger Wahl der Schnittbedingungen ohne weiteres durchführbar. Die Verwendung von Hartmetallwerkzeugen ist zu empfehlen.
Der Stahl hat Verwendung, wo die hervorragende Zunderbeständigkeit bei gleichzeitig hoher Warmfestigkeit von Vorteil ist. Wegen des hohen Ni-Gehalts ist er allerdings empfindlich gegen schwefelhaltige Ofengase, besonders in reduzierender Atmosphäre. Speziell: Kraftwerke, Erdöl- und Petrochemie, Ofenbau, Wärmeübertrager, Luftvorwärmer, Zementöfen, Ziegeleiöfen, Glasherstellung.

### WNr. 1.4876 (X10NiCrAITi32-20, Alloy 800)
Bei diesem Edelstahl handelt es sich um eine austenitische Eisen-Nickel-Chrom-Legierung mit Zusätzen von Kohlenstoff, Aluminium und Titan (UNS-Nummer N08800). Die Legierung ist korrosions- und hitzebeständig unter oxidierenden, reduzierenden und aufstickenden Bedingungen. Durch eine spezielle Lösungsglühung kann eine Korngröße ≥ 90 μm eingestellt werden, wodurch die Zeitstandfestigkeit oberhalb von 600 °C deutlich erhöht wird. Die Legierung wird im Industrieofenbau, in der chemischen Industrie, in Umweltschutzanlagen, in der Automobilindustrie und in Kraftwerken eingesetzt. Typische Anwendungen sind Ofenmuffeln, Behälter, Körbe, Halterungen sowie Dampf-/Kohlenwasserstoffreformer, Ethylenpyrolyse und Anlagen für die Essigsäureanhydrid- und Keton-Produktion.

### WNr. 1.4916 (X45CrMoVN15)
Martensitischer rostfreier Edelstahl mit hohem Stickstoffanteil. Die Güte wurde vom deutschen Stahlproduzenten Buderus Edelstahl entwickelt und ist unter der Bezeichnung „Nitro-B“ markenrechtlich geschützt.
Der Stahl verfügt über eine feine Mikrostruktur und eignet sich aufgrund seiner erhöhten Härte von 60–62 HRC, seiner Korrosionsbeständigkeit und der Schnitthaltigkeit als optimaler Stahl für die Herstellung hochwertiger Messer.

### WNr. 1.6582 (34CrNiMo6)
Dieser Chrom-Nickel-Molybdän-Stahl ist ein Vergütungsstahl nach EN 10083-3 und 10263-4.
Er enthält 0,30 % bis 0,38 % Kohlenstoff, max. 0,40 % Silicium, 0,50 % bis 0,80 % Mangan, 1,30 % bis 1,70 % Chrom, 1,30 % bis 1,70 % Nickel und 0,15 % bis 0,30 % Molybdän.
Die internationalen Bezeichnungen sind ISO 683.1 (36CrNiMo6), BS 708A25, SIS 14 2541 sowie UNE F1270. In den DIN-Normen sind die Anforderungen in der DIN 1654 Teil4 und der DIN 17200 beschrieben.
Anwendung findet dieser hochfeste und zähe Stahl im Fahrzeug- und Maschinenbau. Die Zugfestigkeit liegt bei 800 N/mm², jedoch besitzt der Stahl keine guten Schweißeigenschaften.

### WNr. 1.7218 (25CrMo4, früher Mo 25)
Dieser Chrom-Molybdän-Stahl ist ein Vergütungsstahl nach EN 10083, Baunummer 72 – Bau-, Maschinenbau-, Behälterstahl. Der Stahl ist niedriglegiert; es sind 0,25 Massenprozent Kohlenstoff sowie 1 Massenprozent Chrom enthalten. Ferner sind nach Richtanalyse jeweils 0,25 Massenprozent Silicium und Molybdän sowie 0,7 Massenprozent Mangan enthalten.
Die internationalen Bezeichnungen sind 817M40 (BS), 25CD4 (AFNOR) sowie 4130 (SAE).
Er hat eine Zugfestigkeit von über 700 N/mm² und gute Schweißeigenschaften. Für Teile im Automobil- und Flugzeugbau, die hohe Zähigkeit erfordern, wie z. B. Achsen, Achsschenkel, Turbinenteile, Turbinenläufer wird er hauptsächlich benutzt. Fahrradrahmen sind eine weitere bekannte Anwendung. Nach den Schäden an den Radsätzen des ICE T wurden alle Radsätze durch neue aus 25CrMo4 ersetzt.

### WNr. 1.4057 (X17CrNi16-2)
1.4057 ist ein Chromstahl, der zur Gruppe der martensitischen Stähle gehört und zusätzlich mit Nickel legiert ist. Dank dieser Zugabe weist er eine verbesserte Zähigkeit auf und ist sowohl rost- als auch säurebeständig. Allerdings macht die Bildung von Chromkarbiden und die daraus resultierenden chromverarmten Bereiche dieses Material anfällig für interkristalline Korrosion.
Der Stahl 1.4057 wird als nichtrostendes Material klassifiziert und fällt unter die Bezeichnung AISI 431.